# Ван Мен (художник)
Ван Мен (1308 — 1385) — визначний художник-пейзажист часів династії Юань, один з «Чотирьох майстрів Юань».

## Життєпис
Походив із впливової родини чиновників. Народився у м. Усін у сучасній провінції Чжецзян. Відомості про життєвий шлях Ван Мена замалі. Він припадав внучатим небожем відомого художника Чжао Менфу. Деякий час перебував на державній службі, займаючи незначну посаду в адміністрації при династії юань. У 1365 році подав у відставку, повернувшись до м. Усін, оселився відлюдником в горах Хуанхешань. Коли саме Ван Мен приєднався до прихильників Чжу Юаньчжана (1328—1398), засновника династії Мін, не відомо, проте незабаром після її проголошення і повного вигнання монголів з територію Китаю він виявився на досить високій посаді — став губернатором провінції Тайань (сучасний повіт Тайаньсянь провінції Шаньдун).
На цій посаді Ван Мен до початку 1380-х років, коли Чжу Юаньчжан розпочав масові репресії проти чиновництва, зокрема своїх колишніх соратників (усього в ході цих репресій загинуло 15 тисяч осіб). Ван Мена було звинувачено у змові проти трону, заарештовано та запроторено до в'язниці, де той й помер у 1385 році.

## Творчість
Працював виключно у жанрі пейзажу — шань-шуй (山水, «живопис й зображення гір і води»). Спочатку перебував під впливом стилістики Чжао Менфу, приклад чого — картина «Піднесене усамітнення [серед] потоків і гір». Згодом Ван Мен звернувся до манери Дун Юаня та інших художників «південної» школи (нань-цзун). Поступово створив індивідуальний стиль, що був заснований на різноманітті художніх орієнтирів, відрізняючись барвистістю колориту та загальною декоративністю у поєднанні з умовністю та фантазійною манерою малюнку. Цей стиль, вперше з'явився в творах Ван Мена «відлюдного» періоду, помітний в картинах «Читаючи у весняних горах» та «Самота у зеленіючих [горах] Бянь», створених відповідно навесні і пізньої осені 1366 року, відтворюючи види гірській місцевості Бяньшань в околицях м. Усін.
Найкращим твором Ван Мена вважається картина «Лісовий грот у Цзюйцюй», в якій художній простір щільно заповнено зображеннями гір химерних форм, будівель, фігур людей, що складаються у чітко структурований фантазійно-умовний ландшафт. Архітектурні споруди і фігури утворюють окремі фрагменти в межах загальної композиції, нагадуючи прийом «сегментного» побудови сцен у древніх стінописах. Разом з тим сувій відрізняється майстерною манерою малюнка, яскравістю колірної гами та своєрідною експресивністю, що виражає спосіб сприйняття художником навколишньої дійсності.
Його роботи справили значний вплив на діяльність наступних художників, зокрема й часів початку правління династії Цін, зокрема Кунь Цаня.